# Den amerikanska "pennydebatten"

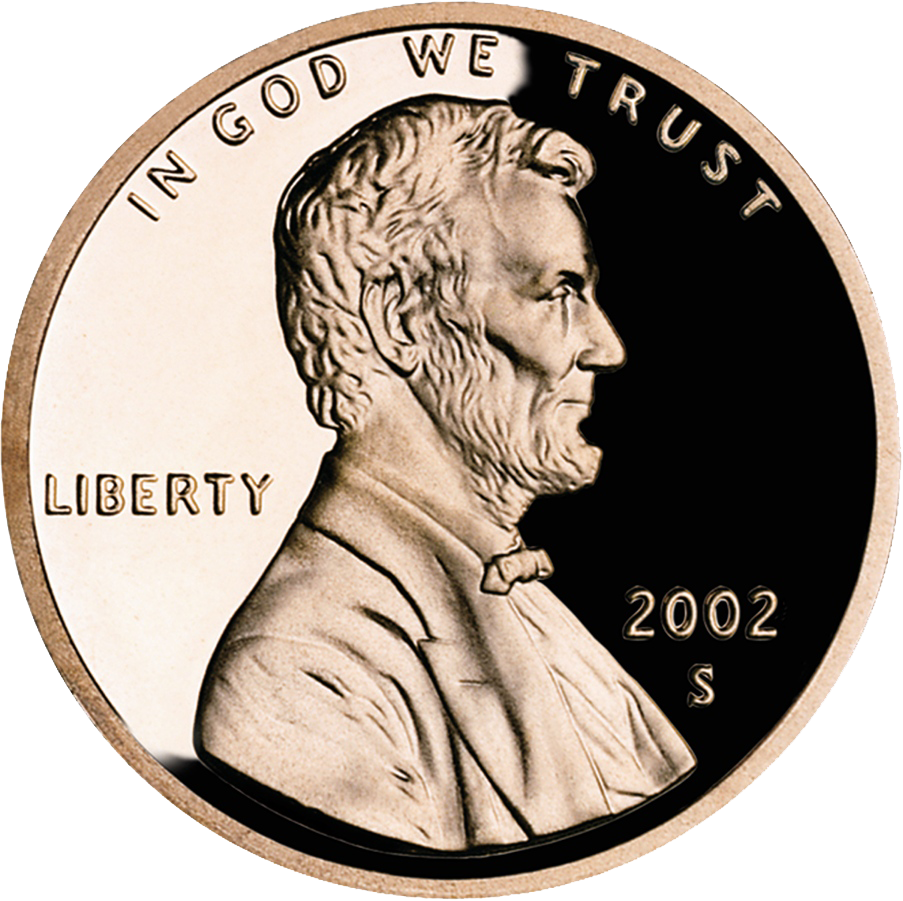
Ett kvalitetssäkrat amerikanskt encentsmynt, en penny-myntet

Den amerikanska "pennydebatten" är debatten om huruvida det amerikanska encentsmyntet, pennyn, skall avskaffas som penningenhet i USA eller inte. på 2000-talet har två lagförslag lagts fram i Kongressen, vilka skulle ha avskaffat myntet som penningenhet om de antagits, men inget av dem antogs. I debatten har ett flertal argument både för och emot myntets avskaffande lyfts.  